# Anton Pierre
Anton Pierre (Port of Spain, 23 settembre 1977) è un ex calciatore trinidadiano, di ruolo difensore.

## Carriera

### Club
Ha sempre giocato nel campionato trinidadiano.

### Nazionale
Ha esordito in Nazionale nel 1996, giocando 52 incontri sino al 2008.